# 杨振宇 (地质学家)
杨振宇，南京大学教授，曾担任联合国教育科学文化组织国际地球科学计划执委会委员，中国全国地层委员会磁性地层分委员会主席，中华人民共和国教育部第五批“长江学者”特聘教授，1997年享受国务院政府特殊津贴。

## 生平
1984年起，曾先后毕业于长春地质学院地质系地质学专业、中国地质科学院、居里大学地质系、巴黎第七大学地球物理系深部地球物理专业。
1992至1995年在巴黎地球物理研究所从事博士后研究，1995年任中国地质科学院研究员，后任南京大学教授。